# Wegkreuz (Großenbrach, Wendelinusstraße 2)

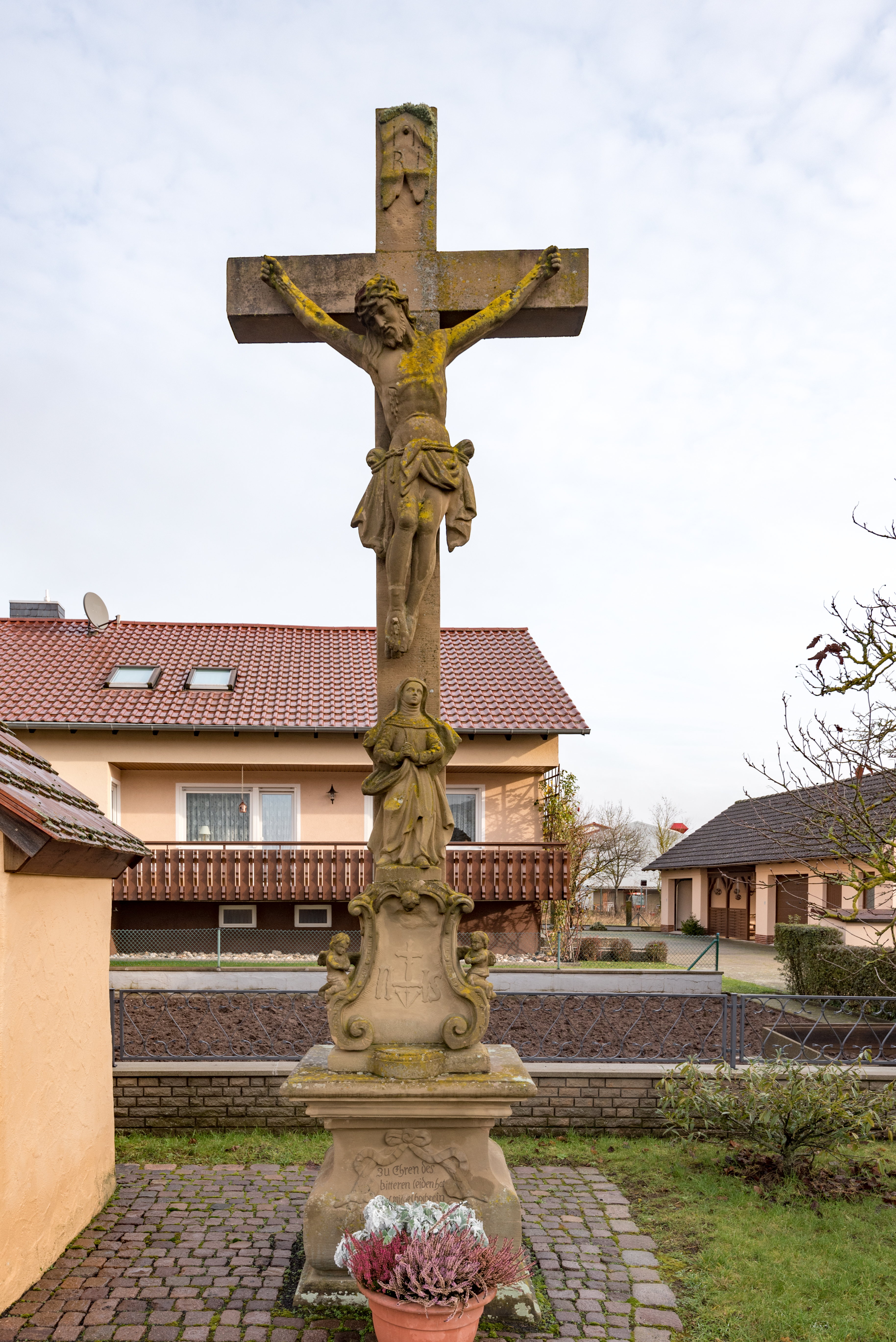
Wegkreuz, Großenbrach, Wendelinusstraße 2

Das Wegkreuz Wendelinusstraße 2 ist ein Flurdenkmal in Großenbrach, einem Ortsteil des Marktes Bad Bocklet im unterfränkischen Landkreis Bad Kissingen, und befindet sich in der Wendelinusstraße 2. Das Wegkreuz gehört zu den Baudenkmälern von Bad Bocklet und ist unter der Nummer D-6-72-112-96 in der Bayerischen Denkmalliste registriert.

## Beschreibung
Das Wegkreuz besteht aus Sandstein und entstand im Jahr 1792.
Auf dem 100 cm hohen Sockel steht ein 75 cm hoher Altaraufbau, auf dem sich eine 86 cm große Marienfigur befindet. Der geschwungene Altaraufbau zeigt an der Rückwand im flachen Relief die Buchstaben IHS und ist von Voluten umrahmt, auf denen sich kniende, betende Putti befinden.
An dem insgesamt etwa 4 m hohen Kreuzstamm befindet sich eine lebensgroße Christusfigur und eine INRI-Inschrift.
Am vielfach profilierten Unterteil befindet sich folgende Inschrift, die von einem Kranzrelief mit Schleife umrahmt wird:

„Zu Ehren des

bitteren leiden

hat ..... Hochrhein

und dorothea seine ehefrau

dieses bild aufrichten

lassen 1792“

Prozessionen machen an diesem Wegkreuz Station, wobei eine Monstranz abgestellt wird.